# Efferia halterata
Efferia halterata är en tvåvingeart som beskrevs av Günther Enderlein 1914. Efferia halterata ingår i släktet Efferia och familjen rovflugor.
Artens utbredningsområde är Colombia. Inga underarter finns listade i Catalogue of Life.